# Carlos Monteiro do Amaral Neto

Carlos Monteiro do Amaral Neto

Carlos Monteiro do Amaral Neto (Lisboa, 31 de dezembro de 1908 — Chamusca, 8 de maio de 1995) foi um engenheiro civil formado pelo Instituto Superior Técnico de Lisboa, grande proprietário rural no Ribatejo, administrador agrícola no sector corticeiro, alto funcionário público e político ligado ao Estado Novo. Foi presidente da Câmara Municipal da Chamusca (1937-1959) e deputado à  Assembleia Nacional da V à XI e última legislatura daquele órgão, a que presidiu nas X e XI legislaturas (1969-1974). Era o presidente da Assembleia Nacional aquando da Revolução dos Cravos.